# Kinburn

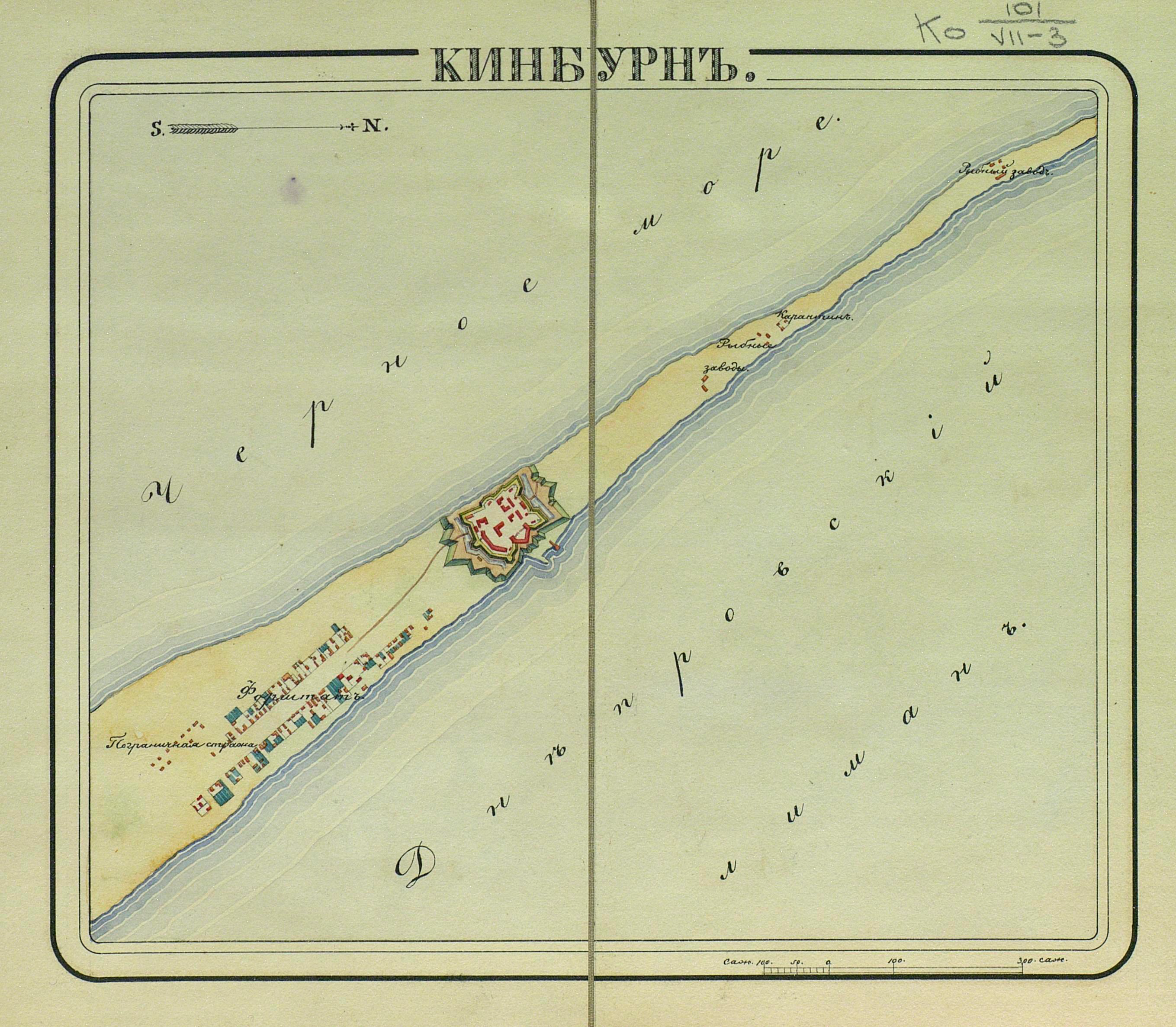
Mapa Cypla Kinburskiego wraz z fortecą (ok. 1830 r.)

Kinburn (ukr. Кінбурн; ros. Кинбурн; tur. Kilburun; tatar. Kyl Burun – „ostry nos”, „cienki, wąski język ziemi”) – forteca zbudowana przez Turków w XVI wieku na Cyplu Kinburnskim położonym w południowej części współczesnej Ukrainy w celu zabezpieczenia ujścia Dniepru.
Wraz z Twierdzą Oczakowską na przeciwległym brzegu Kanału Kinburnskiego, u zbiegu limanu Dniepru i Bohu z Morzem Czarnym kontrolowała ruch żeglugowy i handel z Imperium Rosyjskim.
Twierdza, uzbrojona w armaty dalekiego zasięgu, otoczona była kamiennym murem o boku około 100 metrów, który ochraniał 80 domów oraz meczet. Wewnątrz twierdzy mieszkał stacjonujący garnizon wraz z rodzinami, w sumie około 500 do 700 osób. Kinburn był ośrodkiem handlu niewolnikami i był celem ataków kozaków zaporoskich w 1669, 1688 i 1692 roku.
Podczas rosyjsko-austriackich wojen z Turcją od 1735 do 1739 roku twierdza została zdobyta przez wojska rosyjskie i kozaków zaporoskich 8 czerwca 1736 roku, ale w 1739 roku została zwrócona Turkom. Podczas wojny rosyjsko-tureckiej (1768–1774) Kinburn był oblegany w latach 1771–1773, kilkakrotnie szturmowany, a następnie na mocy traktatu w Küczük Kajnardży w 1774 roku przekazany Imperium Rosyjskiemu.

## Bitwa pod Kinburn (1787)

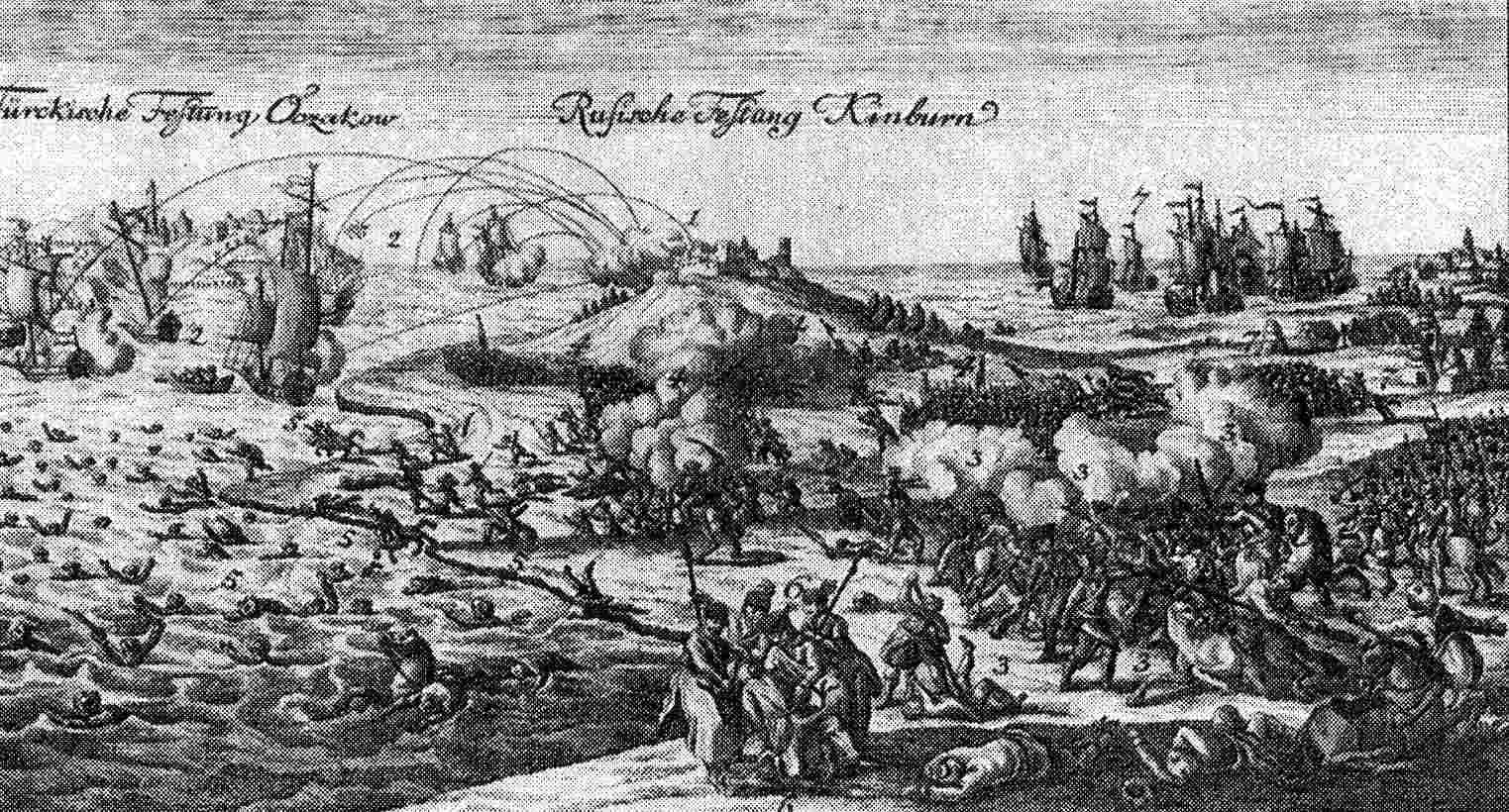
Bitwa w 1787 r.

W październiku 1787 roku, podczas wojny rosyjsko-tureckiej (1787–1792), twierdza Kinburn była pierwszym celem wojsk osmańskich. Atak został przeprowadzony ze względu na strategiczne położenie twierdzy w pobliżu osmańskiej twierdzy Oczaków i bazy morskiej rosyjskiej Floty Czarnomorskiej w Chersoniu, które w idealnym przypadku można by wyeliminować, a tym samym zapobiec rosyjskiemu atakowi na Oczaków. Ponadto panowanie nad twierdzą Kinburn byłoby kluczowym krokiem w przywróceniu osmańskiej kontroli nad Krymem, przyłączonym do Rosji w 1783 r.
Twierdza Kinburn była jednak skutecznie broniona przez armię rosyjską pod dowództwem Aleksandra Suworowa, a 5 tys. janczarów, którzy wylądowali na cyplu 12 października 1787 roku zostało pokonanych. Na rozkaz Grigorija Potiomkina w 1790 roku zbudowano sztuczną wyspę „bateryjną” (obecnie nosi ona nazwę Wyspy Pierwszomajowej – Perwomajśkyj Ostriw) w limanie Dniepru i Bohu, aby – oprócz twierdzy Kinburn – uzyskać możliwość kontrolowania przepływu statków w rejonie ujścia Dniepru oraz przeciwdziałania – przy użyciu zlokalizowanej tam artylerii – atakom osmańskim, zagrażającym Chersoniowi, Mikołajowowi i Oczakowowi.

## Bitwa pod Kinburn (1855)

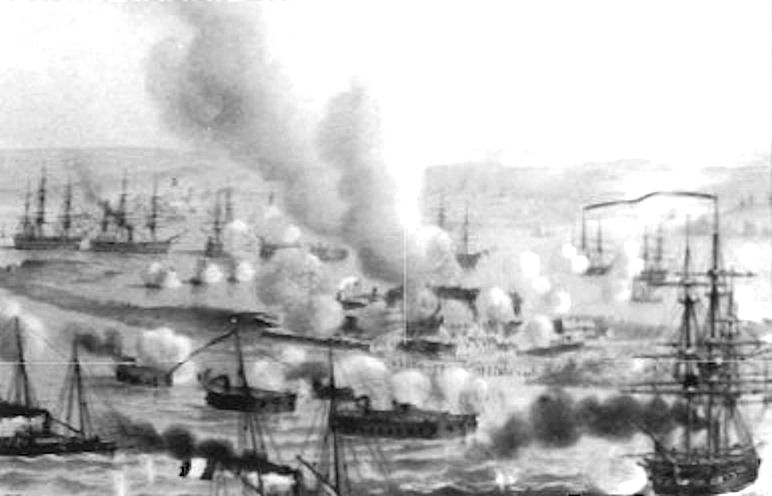
Ostrzał twierdzy Kinburn z francuskich okrętów pancernych (1855 r.)

W połowie XIX wieku twierdzę rozbudowano do kwadratowego fortu z narożnymi basztami, baterią i okrągłą fosą, wyposażono w 62 działa i powiększono obsadę do 1400 żołnierzy. W październiku 1855 roku, podczas wojny krymskiej, doszło do bitwy o twierdzę. 15 października 4000 żołnierzy wojsk angielskich i francuskich wylądowało na półwyspie i odcięło fort od strony lądu, podczas gdy flota anglo-francuska dowodzona przez Edmunda Lyonsa na HMS Agamemnon bombardowała fort. Po krótkim oporze garnizon fortu poddał się 17 października 1855 roku. Po tej wojnie twierdza Kinburn nie została naprawiona i ostatecznie zrównana została z ziemią w 1857 roku.
Obecnie na miejscu dawnej twierdzy zachowały się jedynie pozostałości wałów ziemnych i fos.